# Holeby Skole
Holeby Skole er en dansk folkeskole, der ligger i Holeby på Lolland. Den ligger i nærheden af Holeby Kirke og Gammel Holeby. Skolen blev ombygget i 2006 og nu er en del af "Søndre Skole".
Skolen ligger i nærheden af "Globen" eller bedre kendt som "Højbygaard Papirfabrik" 9 km fra Maribo og 10,3 km fra Rødbyhavn.
Skolen har et skoleblad, der udkommer en gang om måneden.

## En del af Søndre Skole
Holeby Skole er en del af Folkeskole Institutionen, Søndre Skole, som ejes af Lolland Kommune. Skolen har været en del af Søndre Skole lige siden år 2006.
54°42′45″N 11°27′21″Ø / 54.7124°N 11.4557°Ø